# إميل برونيه
إميل برونيه (بالفرنسية: Émile Brunet)‏ (و. 1863 – 1945 م) هو سياسي، ومحامي بلجيكي، ولد في بروكسل، توفي في بروكسل، عن عمر يناهز 82 عاماً.

## مناصب
تولى منصب عضو مجلس النواب من بلجيكا
.

## التعليم
تعلم في جامعة بروكسل الحرة
.